# Ceroctis kapangana
Ceroctis kapangana là một loài bọ cánh cứng trong họ Meloidae. Loài này được Kaszab miêu tả khoa học năm 1958.